# Pura, metalúrgica
Pura, metalúrgica es una revista, con libreto de Manuel Baz y música de Gregorio García Segura, estrenada en el Teatro Principal de Castellón el 25 de octubre de 1975. Menos de un mes después, el 14 de noviembre, pasaba al Teatro Barceló de Madrid, en el que se mantuvo en cartel hasta el 17 de mayo de 1976, con un total de 324 funciones. Se trata de la primera incursión como empresaria de espectáculos de la que fue la cabeza de cartel de la obra, la actriz Lina Morgan.

## Argumento
Comedia de enredos, centrada en la figura de la joven Pura, una mujer aun joven, trabajadora en una empresa del metal, que hasta los 30 no conoció varón y que aun vive con sus padres Juliana y Servando. Sin embargo, las cosas no son lo que parecen, ya que, aun sin saberlo, resulta que Servando no es el padre biológico, sino que tal honor corresponde a un sereno de Bilbao. Por otro lado, Pura está embarazada y se plantea su matrimonio de conveniencia con Agustinito, el hijo de Agustín dueño de la fábrica. Todos cuestionan la orientación sexual de Agustinito y su padre quiere asegurarse un nieto que herede los negocios familiares. Pero las cosas no son nunca lo que parecen.

## Elenco
- Intérpretes:
  - Lina Morgan.. Pura
  - Florinda Chico...Juliana
  - Arturo López (1975-76)...Servando
  - Alberto Fernández (1976)...Servando
  - Regine Gobin...Gina
  - Tomas Pico (1975-76)...Agustinito
  - Jorge Lago (1976)...Agustinito
  - Amelia Aparicio...Agripina
  - Ramón Reparaz...Agustín
  - Emma Amalia  (1975-76)..Rosa
  - Rosario Rossi (1976)...Rosa
  - Nicholas Mayo...Hipólito
- Dirección Artística: Arturo López
- Vestuario: Julio Torres.
- Escenografía: Wolfrang Burman
- Coreografía: Dick Stephens.

## Números musicales
- Presentación
- Gracias por venir
- Amor de Carnaval
- Viuda de verano
- Final del Acto
- Retúmbame
- La mentira del reloj
- Las tunantas
- La voz de la Ciudad
- Apoteosis final.